# Numărul patru (film)
Numărul patru (engleză I Am Number Four) este un film american de acțiune, cu adolescenți, științifico-fantastic, din 2011, regizat de D. J. Caruso, în a cărui distribuție apar actorii Alex Pettyfer, Timothy Olyphant, Teresa Palmer, Dianna Agron, Kevin Durand și Callan McAuliffe. Filmul se bazează pe romanul Eu sunt numărul patru, scris de Jobie Hughes și James Frey. Romanul a fost adaptat pentru scenariu de Alfred Gough, Miles Millar și Marti Noxon. Premiera a avut loc pe 18 februarie 2011.

## Povestea
Romanul urmărește povestea lui John Smith (Alex Pettyfer), un extraterestru de 15 ani de pe planeta Lorien și a tutorului său, luptătorul/păzitorul Henri (Timothy Olyphant). Ei se ascund de Mogadorieni (conduși de comandantul Kevin Durand), o altă rasă de extratereștrii, care îi vânează pe John și pe alți opt Lorieni adolescenți. Toți acești adolescenți au diferite puteri paranormale și s-au refugiat pe Pământ, după ce planeta lor natală, Lorien, a fost distrusă de Mogadoriani. Adolescenții sunt protejați de o vrajă, care permite ca ei să fie uciși doar într-o anumită ordine. John este numărul patru în această clasificare și se ascunde printre liceenii din Paradise, Ohio. Primii trei adolescenți sunt omorâți în Malaezia, Anglia și Kenya. Atât Lorienii cât și Mogadorienii au aspect uman.  

## Distribuție
- Alex Pettyfer - John Smith/Number Four/Daniel Jones
- Timothy Olyphant as Henri
- Teresa Palmer - Number Six
- Dianna Agron - Sarah Hart
- Callan McAuliffe - Sam Goode
- Kevin Durand - Mogadorian Commander
- Jake Abel - Mark James
- Jeff Hochendoner - Șerif James
- Judith Hoag - Mrs. Hart
- Cooper Thornton - Mr. Hart
- Charles Carroll - Sam's stepfather
- Brian Howe - Frank
- Ken Beck - Jackson
- Nicholas Hoult - Teniente Daniel Jones
- Aaron Eckhart - coronel Rux
- Patrick Wilson  - General Roger Morrison
- Emily Wickersham - Nicole
- Patrick Sebes - Kevin
- Andy Owen - Bret
- Beau Mirchoff - Drew
- Tucker Albrizzi (nem.) - Tuck
- Garrett M. Brown

## Coloană sonoră
1. "Radioactive" - Kings of Leon
2. "Tighten Up" - The Black Keys
3. "Rolling in the Deep" - Adele
4. "Somebody's Watching Me" - Rockwell
5. "Shelter" - The xx
6. "Soldier On" - The Temper Trap
7. "Invented" - Jimmy Eat World
8. "Curfew" - Beck
9. "As She's Walking Away" - Zac Brown Band (ft. Alan Jackson)
10. "Letters from the Sky" - Civil Twilight

Sursa: